# Laurynas Kasčiūnas
Laurynas Kasčiūnas (ur. 8 stycznia 1982 w Wilnie) – litewski politolog, analityk, publicysta i polityk, poseł na Sejm Republiki Litewskiej, w 2024 minister obrony, od 2025 przewodniczący Związku Ojczyzny – Litewskich Chrześcijańskich Demokratów (TS-LKD).

## Życiorys
Studiował w Instytucie Stosunków Międzynarodowych i Nauk Politycznych Uniwersytetu Wileńskiego, gdzie uzyskał kolejno licencjat (2004) i magisterium (2006), a w 2012 doktoryzował się w zakresie nauk społecznych.
Od 2004 analityk w różnych ośrodkach badawczych, zajął się tematyką bezpieczeństwa narodowego i polityki zagranicznej. W 2007 został wykładowcą w instytucie stosunków międzynarodowych i nauk politycznych Uniwersytetu Wileńskiego. Od 2012 pracował w centrum studiów Europy Wschodniej, gdzie w latach 2015–2016 pełnił funkcję dyrektora. Od 2009 był doradcą przewodniczącej Sejmu Ireny Degutienė do spraw polityki zagranicznej. Pracował również w redakcji zagranicznej tygodnika „Veidas”.
Brał udział w pracach Ronaldo Reagano Laisves Centras, działał w młodzieżowej organizacji chadeckiej. Był członkiem Litewskiej Partii Narodowo-Demokratycznej, następnie przystąpił do Związku Ojczyzny – Litewskich Chrześcijańskich Demokratów. W wyborach w 2016 z ramienia konserwatystów został wybrany do Sejmu Republiki Litewskiej. Z powodzeniem ubiegał się o poselską reelekcję w 2020 i 2024.
W marcu 2024 objął urząd ministra obrony w rządzie Ingridy Šimonytė. Stanowisko to zajmował do grudnia tegoż roku, kończąc urzędowanie wraz z całym gabinetem. W lutym 2025 został wybrany na nowego przewodniczącego TS-LKD.

## Odznaczenia
- Order Księcia Jarosława Mądrego III klasy (Ukraina, 2023)[6]

## Życie prywatne
Jest żonaty, ma czworo dzieci.